# Eumenes xanthurus
Eumenes xanthurus är en stekelart som beskrevs av Henri Saussure. Eumenes xanthurus ingår i släktet krukmakargetingar, och familjen Eumenidae.

## Underarter
Arten delas in i följande underarter:
- E. x. aneityensis
- E. x. erromangensis
- E. x. vilensis
- E. x. bequaerti